# ماثيو ياكوبو
ماثيو ياكوبو (بالإنجليزية: Mathew Yakubu)‏ هو لاعب كرة قدم نيجيري، ولد في 9 مارس 1999 في نيجيريا.

## وصلات خارجية
- ماثيو ياكوبو على موقع Soccerway.com (الإنجليزية)